# 日本国旅券
日本国旅券（にほんこくりょけん）は、日本のパスポート。日本の法令は、諸外国のパスポートに該当する渡航文書を旅券（りょけん）と呼ぶ。
詳細は、旅券法（昭和26年法律第267号）、旅券法施行令（平成元年政令第122号）、旅券法施行規則（令和4年外務省令第10号）により定められている。
パスポートの所持者がビザなしで渡航できる国・地域の数を測るパスポート・インデックス（パスポートランキング）によると、日本国旅券は2018年（平成30年）から2023年（令和5年）まで6年連続で世界1位であった。2024年（令和6年）1月発表時点では194カ国・地域へのビザなし渡航が可能で、日本の他にフランス・ドイツ・イタリア・シンガポール・スペインが同率1位に位置していたが、2025年（令和7年）1月発表時点ではシンガポール（195カ国・地域）が単独1位となり、日本（193カ国・地域）は2位に陥落している。

## 種類・様態
日本には、「（一般）旅券」、「公用旅券」、「外交旅券」及び「緊急旅券」の4種類のパスポートがある。ただし旅券法上は、「一般旅券」と「公用旅券」となっており、「外交旅券」は公用旅券、「緊急旅券」は一般旅券に含まれる。
なお、天皇と皇后は国際慣習における君主国への元首待遇により、海外渡航する際に旅券の所持・携行は不要となっている。

### 区分
- （一般）旅券 (PASSPORT) (（いっぱん）りょけん) - 一般的なパスポートに該当
  - 有効期間は、「5年用」（■紺色の表紙）と「10年用」（■赤色の表紙）の2種類がある。申請・取得の際、成人者（18歳以上）は「5年用」か「10年用」を選択できるが、未成年者（17歳以下）は「10年用」の発行はできず、「5年用」に限定される。これは「未成年者は、成長に伴う容貌の変動が著しい」と見なされているためである。
  - 現在は、期限内なら何度でも出帰国できる「数次旅券」が原則となっているが、1989年（平成元年）の旅券法改正までは1回の渡航のみに使用できる「一次旅券」も自由に申請・取得できた。現在も一次旅券制度自体は旅券法上残っているが、例外的運用となっている。
  - 通常は、渡航先が全ての国家と地域となっている[注釈 2]が、犯罪を犯したり検察庁から公訴を提起されている者、仮出所中、執行猶予中など事情がある日本国籍者については、渡航先や有効期限が制限されたパスポート（限定旅券）が交付されたり、申請を却下される事もある。

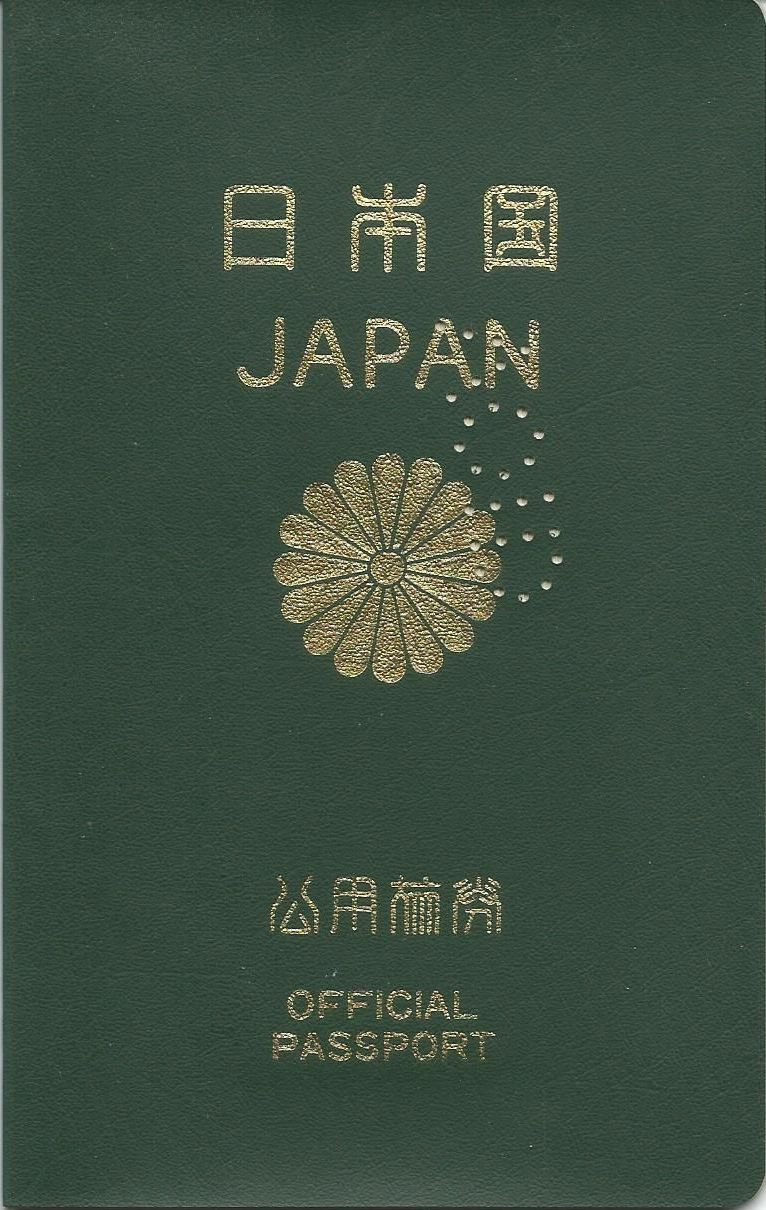
公用旅券

- 公用旅券 (OFFICIAL PASSPORT) (こうようりょけん) - 国会議員（衆議院議員および参議院議員）や国家公務員、公的機関の職員（例として、国際協力機構のエージェントや青年海外協力隊の隊員、学術研究機関の学者、国際捜査協力を受ける警察庁の警察官など）、文化庁の承認する在外研修員が、公務で外国へ渡航する場合に交付される。
  - 「OFFICIAL PASSPORT」表記、■緑色の表紙
  - 赴任・帰朝の往復のみ有効な一次旅券が原則だが、渡航が頻繁な者に限って数次公用旅券が発給され、またヨーロッパなどへの派遣の場合、申請によって渡航先を増やすこともできる。政情不安な国への渡航の場合は、外務省の退避勧告が発動された場合に備えて、周辺国へも移動可能になるように定められている。
  - 一般旅券とは内容も異なり、身分証欄には名義人の官職名や旅行目的（普通は「政府（所属機関）の命による」である）が記載されている。

- 外交旅券 (DIPLOMATIC PASSPORT)  (がいこうりょけん) - 皇后を除く皇族、三権の長（行政府の長：内閣総理大臣、立法府の長：衆議院議長及び参議院議長、司法府の長：最高裁判所長官）、国務大臣（閣僚）等政府高官、特命全権大使、外交官（外務省職員、自衛隊の防衛駐在官）等が公務で渡航する場合に交付される。つまり、皇族（皇后を除く）以外の国民は個人で所持する一般旅券と、必要に応じて外交旅券や公用旅券の両方を取得することになる。
  - 「DIPLOMATIC PASSPORT」表記、■茶色の表紙
  - 任地までの往復の一次旅券が原則だが、渡航が頻繁な者（職業外交官など）に限って、数次外交旅券が発給される。公用旅券同様、政情不安な国への赴任の場合は、外務省の退避勧告が出た場合に備えて、周辺国へも移動できるように定められている他、身分証欄には名義人の官職名があり、「注意」の欄には、旅券法違反時の罰則についての説明書きがない。
  - 外交旅券を所持している事と外交特権がある事は全く別である。外交特権を得るには、加えて外交官アグレマンも派遣先政府から受けなければならない。また、公用と外交の旅券は、本人の所属機関から外務省に直接発給申請が行われ、個人で申請する事はできない（旅券事務所にも申請書はない）。取得理由の任務が終了したら、日本帰国後に、速やかに返納する必要がある。申告を行い、消印（「VOID」と表示される穴が専用パンチで開けられる）を受けた上で、記念に保管することも可能である。

- 緊急旅券 (EMERGENCY PASSPORT) (きんきゅうりょけん) - 在外公館に設置された旅券作成機が、故障等で交付が不可能で、なおかつ、本国外務省での旅券交付を待機する時間的余裕がない場合や、帰国のための渡航書の交付基準に該当しない者に交付される。
  - 「EMERGENCY PASSPORT」表記、■紺色の表紙。
  - 有効期限は1年。
  - 一般旅券と同様に利用可能であるが、スタンプによる記載のため、機械式読み取り、ICチップによる読み取りは不可能。そのため、一部の国・地域では、査証免除取極の適用対象外となる。

なお、旅券を所持していない（または自分の旅券が失効してしまっている）が「親族が外国で急な事故に巻き込まれ救援等に出向く必要がある」「外国で開催される発表展示会や研究・開発の発表や署名式に出席しないと、日本の国益を損ねる」などという事態が発生した際には、即日または翌日発行の「緊急発行」という処理方法がある（通常は申請から交付通知が届くまで1週間ほどかかる）。

#### 旅券以外の渡航文書等
上記の他に、渡航先で旅券を紛失して、旅客機が航行するなど再発給を待機する時間がない理由がある者に対し、在外公館で日本へ帰国する渡航中に使用するため、1回（片道）限り使用可能な渡航文書として「帰国のための渡航書」が交付される。この場合は、当該渡航書の発給と同時に、日本の外務省の記録上で、それまで所持していた旅券番号が失効するため、元の旅券が後日発見されても使用することはできず、新たに旅券取得の手続きをする必要がある。
日本に到着後の入国審査官による帰国手続きの際、船員手帳しか持っていない、旅券（パスポート）の期限が失効していた等々の理由で帰国確認の証印を押せない場合は、「帰国証明書」が交付される。こちらは「帰国のための渡航書」のように外務省が発行する文書でなく、法務省の地方出入国在留管理局に属する入国審査官の判断・都合により交付されるもの（渡航文書の代替でなく証印の代替）に過ぎないため、法令上直ちに元の旅券が失効とはならない。
なお、アメリカ合衆国による沖縄統治時、沖縄県以外の46都道府県のいずれかに戸籍を置く日本国籍者が、アメリカ合衆国施政権下の沖縄県に渡航する際には、旅券ではなく、日本国政府が発行する「身分証明書」という特殊な書類を要し、逆に沖縄県に戸籍を置く日本国民（「琉球住民」）が46都道府県の日本本土へ渡航する際には、琉球列島米国民政府が発行する「日本渡航証明書」が必要であった。（出入管理庁#渡航手続・アメリカ合衆国による沖縄統治#交通）
また、北方四島交流事業において、日本政府が自国領有を主張しているもののロシア連邦により実効支配（日本政府の立場としては、不法占拠）されている歯舞群島、色丹島、国後島、択捉島（いわゆる北方地域）への訪問団の各個人に向けて、外務省において身分証明書が交付されるが、これも旅券ではない。
これらは、いずれも沖縄県（米国施政下からの復帰前）、小笠原諸島（東京都の一部、米国施政下からの復帰前）、北方領土（北海道の一部、ロシアによる実効支配下）、竹島（島根県の一部、韓国による実効支配下）は『日本固有の領土である』という日本国政府の国是から、これらの地域への渡航のために、旅券を発給できないからである。

### 様式
旅券の寸法は、国際民間航空機関の勧告を受け、1992年（平成4年）にB7サイズ（ISO規格に準じており、JIS規格には準じていない）に改められた。
表面に記載されている「日本国旅券」の文字は、篆書体で印刷されている。
いずれの旅券にも、皇室の紋章でもあり、日本の在外公館において国章に代わり慣例的に使用されている十六八重表菊（じゅうろくやえおもてきく）と同類の菊花紋章の一つである十六一重表菊（じゅうろくひとえおもてきく）が表紙中央に印刷されている。これは、1920年（大正9年）の「国際交通制度改良会議」において、旅券の表紙に国章を記すことが国際統一の様式として採択されたため、これに準拠し1926年（大正15年）から採用されているものである。
身分事項ページの顔写真上部には、首相、政府（内閣）、皇室の慣例的な紋章である五七桐花紋（ごしちぎりかもん）が印刷されている。
次のような外務大臣要請文（日本語及び英語）が、表紙裏面（非IC旅券は身分事項ページの次葉）に記載されている。
| 日本語 『日本国民である本旅券の所持人を通路故障なく旅行させ、かつ、同人に必要な保護扶助を与えられるよう、関係の諸官に要請する。 日本国外務大臣（公印）』 英語 『The Minister for Foreign Affairs of Japan requests all those whom it may concern to allow the bearer, a Japanese national, to pass freely and without hindrance and, in case of need, to afford him or her every possible aid and protection. 』 |

なお、偽造防止のため、英語の『JAPAN PASSPORT』が、マイクロ文字で全ページに記載されており、また紫外線発光インクが塗られている。

## 記載事項
一般旅券の身分事項のページには、以下の事項が記載されている。なお、身分事項は「非ICパスポート」は表紙裏、「ICパスポート」は後述の外務大臣要請文ページの次々ページに記載されている。
- 型（かた）/Type
  - パスポート（Passport）の頭文字『P』
- 発行国（はっこうこく）/Issuing country
  - 日本（Japan）の国名コードISO 3166-1  alpha-3である『JPN』
- 旅券番号（りょけんばんごう）/Passport No.
  - パスポートの発行毎に一意に決定される識別番号。同一人物でもパスポートの再発行を受けた場合は異なる旅券番号になる。
  - 英字2桁で始まり、その後に数字7桁が続く。英字部分は、5年パスポートは『M』で始まり、10年パスポートは『T』で始まる。二文字目は発行順でAからZまで変化する。
  - IC化以降は、渡航先ページから最終ページにかけてページ下部にこの旅券番号がパンチ穴で空けられている。
- 姓（せい）/Surname
  - 旧姓/Former surnameまたは別姓/Alternative surnameの併記が、括弧付きで可能である（条件を満たす者に限る）。
- 名（めい）/Given name
  - 姓名は原則としてヘボン式ローマ字（大文字）で記載。別表記が認められた場合はそれを括弧で付記 [例:SATO (SATOH/SATOU)]。2000年（平成12年）4月から長音表記 に[H]の使用が認められた[例:SATO (SATOH)][注釈 4]。また2008年（平成20年）2月からは、明確な理由・主義・理念・信条等があってその旨を申請し、申請書裏面にある誓約欄に、その後生涯氏名の表記を変更しないことを誓う署名をすれば、非ヘボン式ローマ字でも受理されるようになった[15]。
  - 別名/Alternative given nameの併記が、括弧付きで可能である（条件を満たす者に限る）。
- 国籍（こくせき）/Nationality
  - 『JAPAN』
- 生年月日（せいねんがっぴ）/Date of birth
  - 『DD MMM YYYY』の形式で記載（日・月・年の順で、MMMは英語月名の頭3文字で、YYYYは元号ではなく西暦で表記。例えば、『1957年（昭和32年）7月29日』なら『29 JUL 1957』、『2009年（平成21年）3月1日』なら『01 MAR 2009』、以下同じ。）
- 性別（せいべつ）/Sex
  - 男性（Male）は『M』、女性（Female）は『F』
- 本籍（ほんせき）/Registered Domicile
  - 本籍地の都道府県名のみヘボン式ローマ字（大文字）で記載（例えば「滋賀県」なら『SHIGA』、「福島県」なら『FUKUSHIMA』と表記）
- 発行年月日（はっこうねんがっぴ）/Date of issue
  - 『DD MMM YYYY』の形式で記載
- 有効期間満了日（ゆうこうきかんまんりょうび）/Date of expiry
  - 『DD MMM YYYY』の形式で記載
- 所持人自署（しょじにんじしょ）/Signature of bearer
  - 申請書に書いた署名が転写される
- 発行官庁（はっこうかんちょう）/Authority
  - 日本で発行された場合は『MINISTRY OF FOREIGN AFFAIRS』(外務省)、在外公館で発行された場合は、当該在外公館の英語名称。

機械読み取りに対応するMRP（機械読取式旅券、英：Machine-readable passport）が、上記の内容で文字化されている。空港免税店で買い物するときなどに必要である。
- IC旅券化されてから、身分事項の一部文字に白抜きマイクロ文字が追加されている。

  - 発行国「JPN」のそれぞれ縦棒（Nは左側）に、生年月日が挿入されており、Jには西暦の下二桁、Pには月、Nには日が挿入されている。
- ICパスポートの所持人自署の上にある細かな穴は、16行16列のドットの水平、垂直のずれで情報を符号化しているようである。
  - 水平方向にずれているドットをプロットすると、「JP」の2文字が現れる。

### 旧姓・別名の併記
渡航の便宜等のため、戸籍上の氏（姓）と名の英字表記の後に、所定の要件を満たすことで別の姓または名を括弧書きで併記することができる。これを別名表記制度と呼んでいる。
別名併記ができる例：
- （旧姓）結婚前の姓
- （別姓）日常的に使用している外国人配偶者の姓
- （別姓、別名）日本に帰化する前の姓名
- （別姓、別名）二重国籍の未成年者等であって、当該外国の身分における姓名

特に、2021年（令和3年）4月1日から、旅券の申請者が以前入っていた本邦の戸籍の氏、すなわち申請者の旧姓を、特段事情を説明することなく、パスポートに併記することが可能になった。
併記される姓名は、顔写真・身分事項のページに括弧書きで記載されるが、ICAO文書には規定されていない例外的な措置であり、ICチップ及び機械読取領域（MRZ）には記録されない。そのため、査証や航空券等と照合された場合、姓名の表記に齟齬が発生する。このことが出入国手続時に問題となるケースがあるため、外務省は旅券所持者自身が記載内容について説明できるようにしておくことを呼び掛けている。

## IC旅券

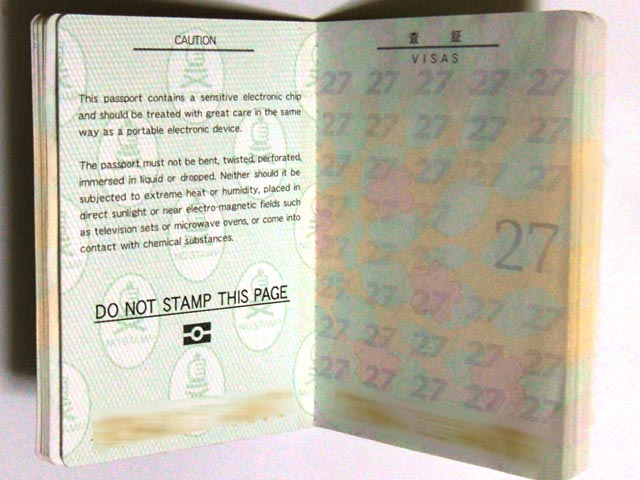
ICパスポートのICチップ（集積回路）が埋め込まれたページ

外務省（領事局旅券課）は2006年（平成18年）3月以降、アメリカ合衆国連邦政府の要請により、一般・公用・外交全種の旅券において、IC旅券（バイオメトリック・パスポート）を導入し、交付を開始した。旅券の表紙には、IC旅券を示す世界共通のピクトグラムが表示されており、IC化当初は中間の厚めのページに集積回路が埋め込まれていたが、2025年旅券からはプラスチック化された身分事項ページに集積回路が埋め込まれている。
2017年（平成29年）現在は、証明写真のみが電磁的記録されているが、将来的には、生体認証（虹彩認識、指紋認識、顔認識など）を利用した出入国管理を行う計画があり、現在関係省庁において実験（e-Passport 連携実証実験）及び検討が行なわれている。
単にIC旅券と言った場合は、氏名、生年月日、性別、国籍、有効期限、旅券番号など、いわゆる文字情報が旅券内部に電子的に記録されているのみだが、バイオメトリック・パスポートとして知られているものは、証明写真画像をICチップに記録して、入国審査時に所持人の実画像と電子的に比較したり、さらには指紋データまで含まれているものもあり、世界においてはeパスポート (e-Passport/e-passport) と呼ばれることもある。既に世界で50カ国を超える国家がバイオメトリック・パスポート（eパスポート）を導入している。またIC旅券やICを搭載したIDカードを導入した地域では、自動出入国システムの設置も順次進んでいる。
日本では、2007年（平成19年）11月より、成田国際空港に訪日外国人用のJ-BIS、日本国籍や在留カード用に自動化ゲートが設置された。アジアにおいても、シンガポールのチャンギ国際空港や、シンガポールとマレーシアとの国境における自動出入国システム、香港と中国深圳の出入境に設置された、香港居民のための「e-channel/e-道」などがすでに運用されている。
なお、一部にある誤解とは異なり、IC旅券に電子的に査証が書き込まれる事はない。IC旅券に記録されている情報は、改竄を防止するためからも機構的に読み出し専用である。目に見えるスタンプやシールのない査証は、査証を発行した国の入国管理当局のコンピュータネットワークに、査証情報がサーバに保存されているだけである。

## 一般旅券の申請
旅券は、原則として住民票を有する都道府県の旅券窓口（パスポートセンター）で申請する。
2006年（平成18年）以降は、旅券発給業務の市町村への移譲に伴い、地域の市役所・町村役場等が窓口になっている自治体もある（茨城県、栃木県、群馬県、埼玉県、新潟県、岐阜県、静岡県、岡山県、広島県、愛媛県、佐賀県、熊本県など）。在外日本人が海外から一時帰国中など、日本国内に住所のない者については、一時滞在地での申請が認められるなどの例外がある。申請手続の正確な情報については、当該窓口に問い合わせるか、外務省の公式サイトや各自治体のパスポート関係の情報を確認のこと。
一般に、国内窓口での初申請において必要とされる書類等としては以下のものがある。
- 申請用紙 - 窓口、支庁、市・区役所・町村役場等に用意してある。2009年（平成21年）6月に申請書が改正され新様式となり、非ヘボン式・別名併記や外国式の名前を希望する場合の「非ヘボン式ローマ字氏名表記等申出書」の提出が不要になった[22][23]。旅券窓口によっては、在庫がある場合は旧様式の申請書も使用している。
- 身分を証明する文書（運転免許証、個人番号カード（マイナンバーカード）等。種類は「旅券法施行規則別表第二」により、厳格に定められている。）
- 戸籍謄本（戸籍が電子データ化されている市町村では、戸籍全部事項証明書）
  - かつては申請者当人の内容が記載された戸籍抄本（戸籍個人事項証明書）による申請が可能だったが、2023年3月27日申請分より戸籍謄本（戸籍全部事項証明書）に一本化され、抄本での申請受付は廃止された。
  - 住民票の写しについては、不要である[注釈 6]。住民票が必要な場合、宮城県など、本籍地の記載を求められる場合もある。ただし、住民基本台帳ネットワークシステムに接続されていても利用を希望しない（拒否する）場合や、住基ネットへの接続拒否している個人、日本国外生まれで住基ネットに一度も載っていない人物は必要。
- 旅券用の証明写真 - 縦4.5cm 横3.5cm であるが、写っている顔の大きさや余白や背景に制限があるので、自前で撮影やプリントする際には注意すること。眼鏡を使用している場合、かけたままでも構わないが、光がレンズに反射する場合等は不可である。※2006年（平成18年）3月20日以降の申請から、バイオメトリック・パスポート発給開始に伴い、申請用写真の規格が変更された。
- 印章 - 書類への押捺を済ませていても、記載事項訂正（訂正印押捺）を要する場合に備えて認印（身分証明を印鑑証明で行なう場合は登録印章）を持参する。

なお、2009年（平成21年）3月1日以降の申請から、それまで必要だったはがきは不要となった。以前は、未使用のはがきに、宛先として住民票記載の住所及び氏名を記載したものが必要だった（家族が同時申請する場合ははがきは1枚で良かった）。発給準備が整うとこのはがきが通知として使われ、申請者はそのはがきを持参・提出して受け取る事になっていた。
申請については、本人以外でも、同居親族等本人が指定する者が代行できる。ただし、前もって申請書を入手し、指定箇所にパスポートに転写する本人の署名が必要。文字の記載が不可能な乳児の場合は、代筆者の署名も必要である。なお、受け取りは代行が不可能で、本人が必ず出向かなければならない。これは、本人の顔がパスポートの顔写真と一致しているかどうかを確認するためである。このため、マスクを着用している場合は受け取り時に外すよう指示される。なお、申請時において未成年者（18歳未満）の申請については、親権者の同意が必要となる。
以下のようなケースでは、必要書類が異なるために確認する必要がある。
- ページの残りが足りなくなった場合。
  - 2021年（令和3年）3月27日より、ページだけ追加する「増補」は廃止され、改めて10年あるいは5年の旅券を発給する「切替申請」、あるいは元の旅券の残り期間と同一の旅券を発給する「残存有効期間同一申請」のどちらかが必要となっている。
- 氏名・本籍地都道府県などの記載事項に変更がある場合。
- 国外（在外公館）で申請する場合。

旅券法改正により、2006年（平成18年）以降、旅券発給業務が市町村でも可能になり、関係条例および準備が整った自治体では、住民票のある市町村役場で申請・受領を行う。指定された市町村の住民については、都道府県による窓口が廃止され、市町村役場の窓口での手続きとなる。
土曜日及び日曜日も開放している窓口があるが、ほとんどは受領のみで、申請はできない。ただし、和歌山県では2010年（平成22年）より都道府県レベルでは初めて日曜日の申請を受け付けている。なお、前記した旅券発給業務の市町村委譲によって、一部の市町村の住民は、土曜日・日曜日の旅券受領が出来無くなり、サービス低下につながっている側面もある。

### オンライン申請
旅券の申請について、初期に導入されたインターネットにおける電子申請制度では、2005年（平成17年）度の利用が103件に留まり、財務省の予算執行調査で1件あたりの経費が1,600万円程度かかっていることなどが指摘され、2006年（平成18年）にいったん廃止された。
2022年（令和4年）4月20日、旅券の電子申請の実施を内容とする「旅券法の一部を改正する法律」が成立し、2023年（令和5年）3月27日から、旅券の残りの有効期間が1年未満で、旅券の記載事項を変更しない、いわゆる切替申請の場合には、電子申請も再び可能となった。
2025年（令和7年）3月24日からは、全都道府県でマイナポータル経由の申請が可能となった。切替申請だけでなく、新規申請や記載事項変更、紛失などによる申請にも対応したほか、戸籍謄本の添付が不要となり、窓口申請より手数料が値下げの上、従来の収入印紙および各都道府県収入証紙での納付に加え、電子申請時に限り手数料全額をクレジットカード決済で納付することが可能となった。

### 受領
申請は親族・旅行業者などによる代行申請が広く認められているが、受領に関しては（なりすましによる不正受領防止などの観点から）例え乳児や幼児など0歳児であっても、申請者本人が直接窓口に出向き、対面で手交・受領することが必要である。
旅券の受取りに必要な書類は次の通り。
- 一般旅券受領書 - 申請受理時に都道府県庁の窓口において申請者（代行者含む）に交付
- 所定の手数料 - 成人(18歳以上)のみの10年用は16,300円、5年用は申請時の年齢が12歳以上は11,300円、12歳未満は6,300円。電子申請時は都道府県への納付分から400円減額、直近5年以内に受領期間内に受け取らず未受領失効した者が申請する際は、国へ4,000円、都道府県へ2,000円上乗せで納付する
  - 収入印紙 (旅券申請窓口、または郵便切手類販売所、郵便局において購入)：成人(18歳以上)のみの10年用は14,000円、5年用は申請時の年齢が12歳以上は9,000円、12歳未満は4,000円
  - 都道府県収入証紙 (旅券申請窓口、運転免許試験場、警察署内交通安全協会窓口、市町村役場などで事前購入も可能。東京都など、居住地の都道府県が収入証紙を廃止している場合、証紙分の金額は現金など各都道府県が定める方法で納付)：2,300円(電子申請時は1,900円)
  - 電子申請で、クレジットカード決済での納付を選択した場合は、申請後にマイナポータルに届いた通知に記載されている所定のアドレスから決済に使用するカード情報を登録し、受領完了時に国および都道府県双方の手数料合計額の決済処理を一括して実施する事で納付する
- 本人確認書類（運転免許証、個人番号カード（マイナンバーカード）等身分証明書）
  - (※2009年（平成21年）2月28日までに提出された申請の場合は、都道府県から本人宛て送付を受けた官製はがきが必要であった。2009年（平成21年）3月1日以降提出の申請の場合、受領時のはがきの提出制度は廃止された。)

10年有効の旅券に対する申請手数料費用である『16,000円』について、収入印紙4,000円及び都道府県収入証紙2,000円の『6,000円』を含めた、1年間1,000円、10年で1万円（5年有効で5,000円）が掛かる、諸外国・地域での在外日本人保護に掛かる費用の算定方法や妥当性について、2016年（平成28年）秋の行政事業レビューにて、11月12日に外務省へ「どんな費用が掛かっているのか、国民に情報公開する様」説明を求める有識者の意見が相次いだ。
旅券は、発行の日から6か月以内に受領しないと失効する（民法140条の規定により発行当日不算入、例：3月1日発行→8月31日まで、4月19日発行→10月18日まで）。その後、改めて発行を希望する場合は、再び新規発給申請の手続きをとる。前回受け取った申請受領書の提出を要求されることがあるが、必ずしも必要ではない。

## 旅券名義人が死亡した場合
旅券名義人が何らかの理由で死亡した場合は、死亡した事実が分かる書類と共に早急にパスポートセンターへ提出及び日本国政府へ旅券を速やかに返納しなければならない。なお、日本国外の場合は、在外公館または日本総領事館へ持参すればよい。
但し、実務上では本人確認が厳格であり有効期限があるので「他人に渡らないようにした上で、形見として保管して下さい」として、返納を強制しない運用が図られている。

## 日本の旅券の歴史

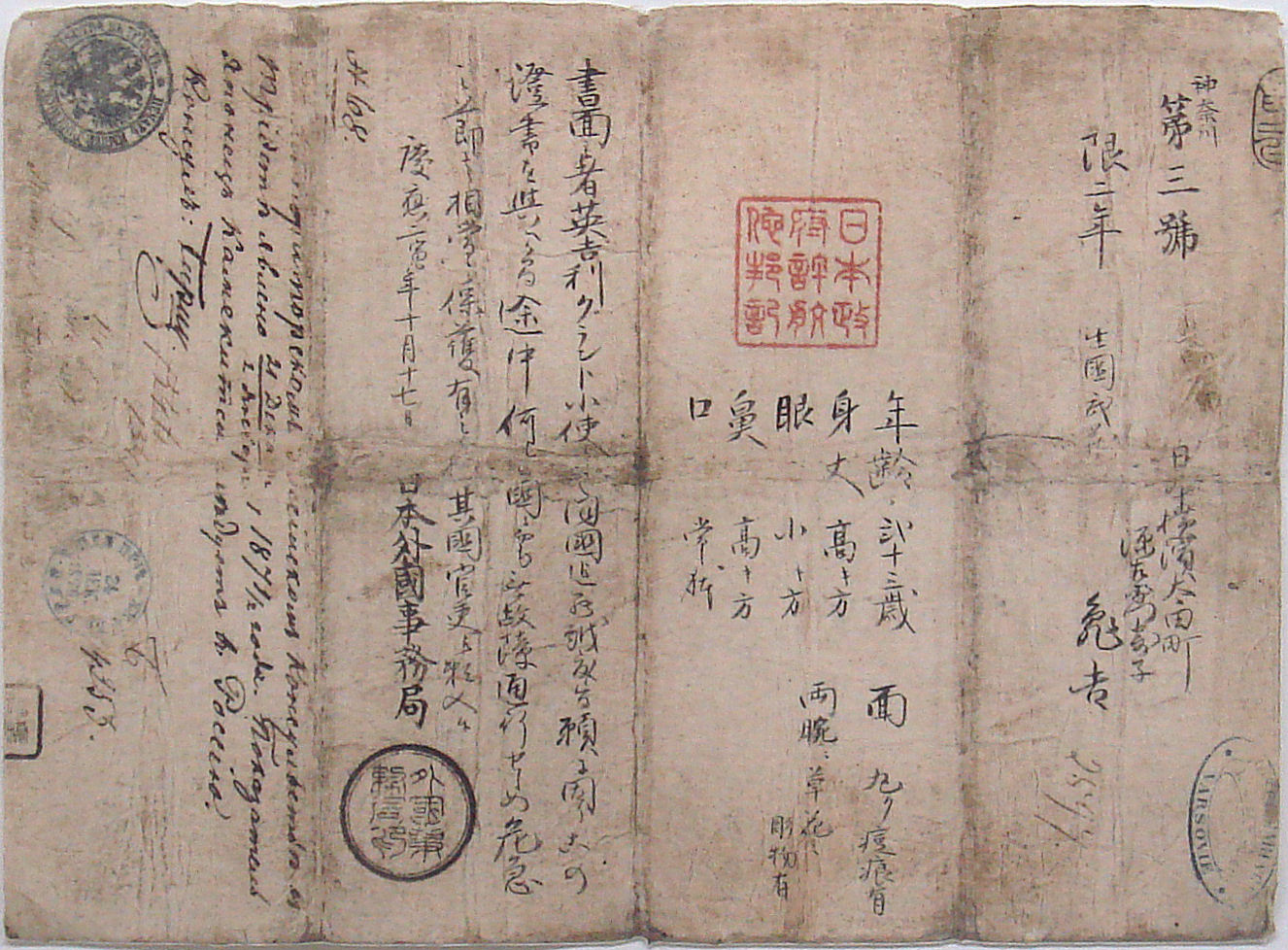
日本初の旅券（パスポート）（慶応2年（1866年発行））

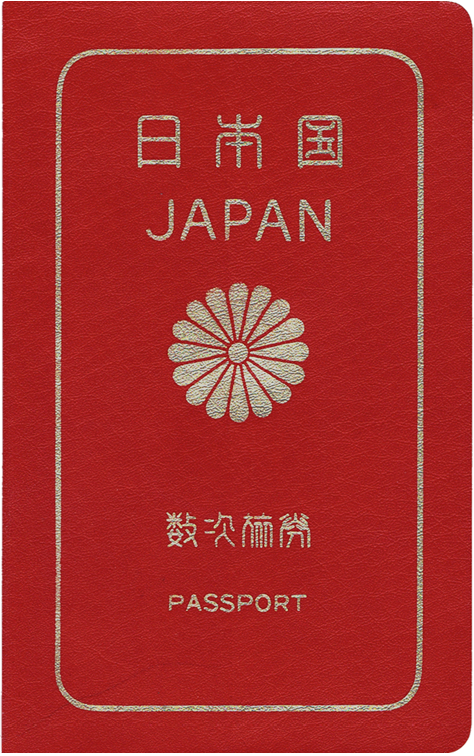
数次旅券（1980年代）

- 1866年5月21日（慶応2年4月7日）日本初の旅券といえる「海外渡航文書」が江戸幕府より発給される[1]。
目的は修学と商業に限定され、条約締結済みの国への渡航が許可された[1]。留学経験者やフランスの役人の話を元に、1枚の和紙に墨で書かれた。写真の代わりに、容姿の特徴（身長、眼鼻口などの人相についての項目[1]）が書かれていた。当時は呼称が一定しておらず、「印章」「御免の印章」「旅切手」などの名称が使われていた[1]。第1号は、旧暦慶応2年10月17日付で、パリ万国博覧会でフランスへの渡航目的で申請した、手品師・曲芸師の隅田川浪五郎に発行されている[1]。
- 1878年（明治11年）2月20日 「海外旅券規則」において初めて法的に「旅券」という用語が使われた[1]。その120年後にあたる1998年（平成10年）に、これを記念して2月20日を「旅券の日」と制定した。
- 1917年（大正6年）1月20日 「外国旅券規則」の改正により、パスポートへの証明写真貼付が始まった[32]。
- 1926年（大正15年）1月1日 国際的な基準に従い、パスポートが手帳型になった[32]。
- 1951年（昭和26年）11月28日 旅券法が公布され、旅券が法律によって定義されることになった。この旅券法に基づき、同年12月1日に交付された「一般旅券発給申請書等の様式に関する省令」によって、従来の「外国旅券規則」は廃止された。旅券法が法律として定められたのは、渡航の制限・手数料・罰則などが、日本国憲法下で法律事項とみなされるようになったからであった[33]。
- 1963年（昭和38年）業務渡航が自由化。翌1964年（昭和39年）に観光渡航の自由化が始まる[1]。
- 1992年（平成4年）11月1日 ICAOの基準に従い、現在の旅券サイズになり、機械読取式旅券（英語版）（MRP旅券）の発給が開始される[1]。
- 1995年（平成7年）11月1日 それまでの有効期間5年間のものに加えて10年間有効の旅券も発行されるようになった。これにより、有効期間10年の旅券に赤色が使用されることになった為、それまで赤色だった従来の有効期間5年の旅券がこの日以降の新規発行分から現行の紺色のものとなった。ただし、未成年者（19歳以下の日本国籍者、2022年4月1日以降は17歳以下）の場合は5年間のものしか取得できない。
- 2004年（平成16年）3月29日 岡山県で、全国初の電子申請開始。以後各県で開始される。
- 2006年（平成18年）3月20日 ICチップ内蔵型旅券「バイオメトリック・パスポート」の発給受付開始[1]。同時に、特に必要とされる場合、パスポートへの旧姓併記の基準が緩和された。2016年（平成28年）3月20日で、MRP旅券の有効期限到達により、日本国旅券は緊急旅券を除き、全てICパスポート発行になった。
- 2006年（平成18年）9月30日 電子申請終了
- 2009年（平成21年）3月1日  1975年（昭和50年）以来､ 旅券申請時に郵便はがきを申請者の住所地（住民票上の住所）に送付し同一性を確認する方法をとってきたが廃止。近年の生活様式の多様化に伴い､ 住所以外の場所に居住する申請者が増加し､ その結果､ はがきが本人あてに郵送されない場合が増えてきたこと、並びに住所地以外の居所をもって旅券申請を行う場合に､ 他の身元確認書類により申請者の住所及び同一性が確認できれば､郵便はがきの提示を省略することとしてきた実態を踏まえて､ 今回の措置に踏み切る｡
- 2020年（令和2年）2月4日 新型旅券「2020年旅券」の申請受付開始。査証欄の基本デザインを葛飾北斎の冨嶽三十六景とし、全ページ異なるデザインとした。また、IC内の個人情報の不正読取り等を防ぐ機能を強化した[34]。住所欄が廃止されたため、以降の発行分は現住所証明としては使用不可となった。
- 2023年（令和5年）3月27日 マイナンバーカードを使った旅券の電子申請が開始。
- 2025年（令和7年）3月24日 同日申請分から新型旅券「2025年旅券」の申請受付開始。偽造対策強化のため、身分事項のページがラミネート加工した紙製からプラスチック基材に変更。また従来は、都道府県旅券事務所や一部を除く在外公館において分散して旅券を作成していたが、以降は日本国内に所在する国立印刷局の2箇所の工場における一括集中作成に集約。作成済の旅券を交付窓口まで配送する期間が増加するため、従来は申請後交付までの所要期間が概ね1週間程度であったところ、国内では2週間程度、海外の在外公館では最大1ヶ月程度まで所要期間が伸びる[35]。

なお、都道府県発行の報告書に歴史が詳しく記載されている場合もある。

## 日本国内での本人確認書類としての効力
かつて日本国内において「日本国旅券」は、ほぼ無条件に本人確認書類として用いられていたが、2020年（令和2年）2月4日以降に申請した新デザインパスポートは住所等を記入する本人記入欄が廃止され本人現住所の証明能力を失ったため、金融機関の口座開設といった本人現住所の証明が必要な場合は、日本国旅券単独では本人確認が認められない事態が発生している（本人が存在するという証明にしかならない）。
なお、2020年（令和2年）2月3日以前に申請の日本国旅券は、日本で唯一の「住所が本人による手書きで、住民票と異なる住所の記載が許容される、証明写真付きの公的な本人確認書類」であった。

## ビザ免除国

日本国民の査証要件
日本国
ビザなしで渡航可能
到着時にビザ発行可能
eVisa対応
到着時、またはオンライン申請可能
ビザが必要

2025年（令和7年）1月発表時点では、193の国と地域へのビザなしもしくは到着時のビザ取得（アライバルビザ）で入国することが可能。

## 日本の旅券保有率
| 年                 | 旅券保有率 |
| ------------------ | ---------- |
| 2012年（平成24年） | 23.8%      |
| 2013年（平成25年） | 24.2%      |
| 2014年（平成26年） | 24.2%      |
| 2015年（平成27年） | 23.5%      |
| 2016年（平成28年） | 23.1%      |
| 2017年（平成29年） | 22.8%      |
| 2018年（平成30年） | 23.4%      |
| 2019年（令和元年） | 23.8%      |
| 2020年（令和02年） | 21.8%      |
| 2021年（令和03年） | 19.2%      |
| 2022年（令和04年） | 17.1%      |
| 2023年（令和05年） | 17.0%      |
| 2024年（令和06年） | 17.5%      |

日本国旅券は『ヘンリー・パスポート・インデックス』（パスポートランキング）において継続的に上位を占めており（「パスポート#パスポート・インデックス（パスポートランキング）」および「日本国民の査証要件」を参照）、所持者がビザなしで渡航できる国・地域の数が2018年（平成30年）から6年連続で世界1位であった。
その一方で、日本国民の旅券保有率は低迷しており、新型コロナウイルス感染症（COVID-19）の流行以前では概ね22 - 24％台、2019年（平成31年/令和元年）時点で23.8%と低水準で推移していた。
海外渡航などの行動規制が解除された2023年（令和5年）には再取得による発行数の増加が期待されていたものの回復には至らず、同年の旅券保有率は17.0%で日本国民の6人に1人程度に留まり、1億人以上が旅券を保有していない。
経済規模の類似した他国と比較しても、英国の旅券保有率は86.5％、米国では50％程度で日本はG7の中で最下位であり、東アジア圏の近隣諸国でも台湾では60％程度、韓国では40％程度と、日本の旅券保有率は諸外国と比較して圧倒的に低い状況にある。
さらに、日本国内では都市部と地方で旅券保有率の格差が大きく、2022年（令和4年）の都道府県別の旅券保有率のデータでは、1位の東京都（29.9%）、2位の神奈川県（23.6%）に対して、45位の岩手県（6.5%）、46位の青森県（5.9%）、47位の秋田県（5.8%）と5倍ほどの格差があり、首都圏を始めとした大都市圏に偏在している。
日本の旅券保有率が低い要因としては、日本国内において亜寒帯から亜熱帯までの気候が揃っており、大都市、田園地帯、海・山、歴史的遺産など、多種多様な観光資源に恵まれているため国内旅行で満足してしまうことに加え、日本の経済情勢の悪化による旅行費用の金銭的負担の困難や、長期休暇が取り辛い労働環境等に起因する時間的余裕の不足、言語面での不安、滞在先の治安・衛生面・生活習慣の相違による不安、計画や準備に対する負担感などから、海外渡航そのものに消極的な国民が少なくないことが挙げられている。
また、新型コロナウイルス感染症（COVID-19）の流行の収束以降に旅券発行数が伸び悩んでいることに関しては、日本での実質賃金の低下に対して、世界的なインフレーションと円安ドル高による海外旅行費用の高騰により、1回の旅行にかかる平均額が3割近く増加したことや、2020年代の不安定な世界情勢も影響していると指摘されている。
このような状況のため、2024年（令和6年）には日本旅行業協会が海外旅行促進を目的に、新成人に対して旅券を無料配布するよう日本国政府に要請した。その一方で、旅券保有率低迷や海外旅行離れの根本原因は、前述のような別の要因に因るものであるため、旅券の無料配布では効果が無いとする指摘もある。